# 341359 Gregneumann
341359 Gregneumann este o planetă minoră (asteroid) din centura de asteroizi. A fost descoperită pe 14 octombrie 2007 la  de David R. Skillman⁠(d). 
Obiectul prezintă o orbită caracterizată de o semiaxă mare de 2,984653026597 UAi, o excentricitate de 0,09, o înclinație de 9 ° în raport cu ecliptica.